# Ernst Kozlicek
Ernst Kozlicek (né le 27 janvier 1931 à Vienne en Autriche) est un joueur de football international autrichien, qui évoluait au poste de milieu de terrain.
Son frère, Paul, était également footballeur.

## Biographie

### Carrière en sélection
Avec l'équipe d'Autriche, il joue 12 matchs (pour 2 buts inscrits) entre 1954 et 1958. 
Il joue son premier match en équipe nationale le 14 novembre 1954 contre la Hongrie. Il inscrit deux buts lors des tours préliminaires de la coupe du monde 1958 : le premier, le 30 septembre 1956 face au Luxembourg, et le second, le 29 septembre 1957, contre cette même équipe.
Il figure dans le groupe des sélectionnés lors de la Coupe du monde de 1958. Lors du mondial organisé en Suède, il joue deux matchs : contre l'Union soviétique puis contre l'Angleterre.

## Palmarès
Admira Vienne
- Championnat d'Autriche :
  - Vice-champion : 1947-48, 1950-51, 1952-53 et 1955-56.